# Ramin Djawadi
Ramin Djawadi (Duisburg, 19 juli 1974) is een Duits filmcomponist.
Djawadi werd geboren als zoon van een Duitse moeder en een Iraanse vader. Hij studeerde in 1998 af aan het Berklee College of Music in Boston en verhuisde naar Los Angeles, omdat hij door componist Hans Zimmer was overgehaald om bij de muziekstudio Remote Control Productions te komen werken, eerst als assistent van Klaus Badelt. Als componist van programma's en films heeft Djawadi vele leaders op zijn naam staan. 
Het meest is hij bekend geworden met een versie van de leadermuziek van de serie Prison Break, waarmee hij in 2006 een Emmy-nominatie voor Beste leadermuziek in de wacht sleepte. Hij won meerdere ASCAP Awards, met de films Open Season, Iron Man, Clash of the Titans en Safe House en de televisieseries Person of Interest en Game of Thrones. Djawadi is ook te zien als muzikant in de film It's Complicated. In 2012 produceerde Djawadi met Mike Shinoda de soundtrack Medal of Honor: Warfighter. In 2017 gaf hij zijn eerste concerttournee door de Verenigde Staten en Canada met de naam: Game of Thrones Live Concert Experience.

## Filmografie
| Jaar | Titel                                                                           | Opmerkingen         |
| ---- | ------------------------------------------------------------------------------- | ------------------- |
| 2003 | Beat the Drum                                                                   | met Klaus Badelt    |
| 2004 | Thunderbirds                                                                    | met Hans Zimmer     |
| 2004 | Blade: Trinity                                                                  | met RZA             |
| 2005 | All the Invisible Children                                                      | segment "Jonathan"  |
| 2006 | Ask the Dust                                                                    | met Heitor Pereira  |
| 2006 | Open Season (Baas in Eigen Bos)                                                 | met Paul Westerberg |
| 2007 | Mr. Brooks                                                                      |                     |
| 2008 | Fly Me to the Moon                                                              |                     |
| 2008 | Iron Man                                                                        |                     |
| 2008 | Deception                                                                       |                     |
| 2008 | Open Season 2 (Baas in Eigen Bos 2)                                             |                     |
| 2009 | The Unborn                                                                      |                     |
| 2009 | Medalia de onoare (Medal of Honor)                                              |                     |
| 2010 | Clash of the Titans                                                             |                     |
| 2010 | Sammy's Adventures: The Secret Passage (Sammy's avonturen: De geheime doorgang) |                     |
| 2011 | Fright Night                                                                    |                     |
| 2012 | Safe House                                                                      |                     |
| 2012 | Sammy's Adventures: Escape from Paradise (Sammy's avonturen 2)                  |                     |
| 2012 | Red Dawn                                                                        |                     |
| 2013 | Pacific Rim                                                                     |                     |
| 2013 | The House of Magic (Flits & Het Magische Huis)                                  |                     |
| 2014 | Dracula Untold                                                                  |                     |
| 2016 | Robinson Crusoe                                                                 |                     |
| 2016 | Warcraft                                                                        |                     |
| 2016 | The Great Wall                                                                  |                     |
| 2017 | The Mountain Between Us                                                         |                     |
| 2018 | A Wrinkle in Time                                                               |                     |
| 2018 | Slender Man                                                                     |                     |
| 2019 | The Queen's Corgi                                                               |                     |
| 2021 | Reminiscence                                                                    |                     |
| 2021 | Eternals                                                                        |                     |
| 2022 | Uncharted                                                                       |                     |

## Overige producties

### Computerspellen
| Jaar | Titel                      | Opmerkingen |
| ---- | -------------------------- | ----------- |
| 2010 | Medal of Honor             |             |
| 2011 | Shift 2 Unleashed          |             |
| 2012 | Medal of Honor: Warfighter |             |
| 2016 | Gears of War 4             |             |
| 2019 | Gears 5                    |             |
| 2021 | New World                  |             |

### Televisiefilms
| Jaar | Titel                | Opmerkingen |
| ---- | -------------------- | ----------- |
| 2003 | Saving Jessica Lynch |             |
| 2004 | Buffalo Dreams       |             |

### Televisieseries
| Jaar | Titel               | Opmerkingen     |
| ---- | ------------------- | --------------- |
| 2005 | Prison Break        | 2005-2009, 2017 |
| 2006 | Blade: The Series   |                 |
| 2009 | FlashForward        | 2009-2010       |
| 2011 | Breakout Kings      | 2011-2012       |
| 2011 | Game of Thrones     | 2011-2019       |
| 2011 | Person of Interest  | 2011-2016       |
| 2014 | The Strain          | 2014-2017       |
| 2016 | Westworld           | 2016-2020       |
| 2018 | Jack Ryan           | 2018-2019       |
| 2022 | House of the Dragon |                 |
| 2024 | Fallout             | 2024-           |

### Korte films
| Jaar | Titel                              | Opmerkingen         |
| ---- | ---------------------------------- | ------------------- |
| 2001 | Shoo Fly                           |                     |
| 2007 | The Chubbchubbs Save Xmas          |                     |
| 2015 | Wild Cats 3D with Kevin Richardson | met Pierre Lebecque |
| 2016 | Yassine Movie                      |                     |

## Prijzen en nominaties

### Emmy Awards
| Jaar | Titel           | Categorie                                                                                                   | Uitslag     |
| ---- | --------------- | --- | ----------- |
| 2006 | Prison Break    | Beste titelmuziek                                                                                           | Genomineerd |
| 2010 | FlashForward    | Beste compositie voor een televisieserie (dramatische achtergrondmuziek), afl. "No More Good Days"          | Genomineerd |
| 2014 | Game of Thrones | Beste compositie voor een televisieserie (dramatische achtergrondmuziek), afl. "The Mountain and the Viper" | Genomineerd |
| 2017 | Westworld       | Beste titelmuziek                                                                                           | Genomineerd |
| 2018 | Game of Thrones | Beste compositie voor een televisieserie (dramatische achtergrondmuziek), afl. "The Dragon and the Wolf"    | Gewonnen    |
| 2018 | Westworld       | Beste compositie voor een televisieserie (dramatische achtergrondmuziek), afl. "Akane No Mai"               | Genomineerd |
| 2019 | Game of Thrones | Beste compositie voor een televisieserie (dramatische achtergrondmuziek), afl. "The Long Night"             | Gewonnen    |

### Grammy Awards
| Jaar | Titel                     | Categorie                                                                    | Uitslag     |
| ---- | ------------------------- | ---------------------------------------------------------------------------- | ----------- |
| 2009 | Iron Man                  | Beste partituur soundtrackalbum voor film, televisie of andere visuele media | Genomineerd |
| 2018 | Game of Thrones: Season 7 | Beste partituur soundtrack voor visuele media                                | Genomineerd |
| 2020 | Game of Thrones: Season 8 | Beste partituur soundtrack voor visuele media                                | Genomineerd |

## Hitlijsten

### Albums
| Album met eventuele hitnotering(en) in de Nederlandse Album Top 100 | Datum van verschijnen | Datum van binnenkomst | Hoogste positie | Aantal weken | Opmerkingen |
| ------------------------------------------------------------------- | --------------------- | --------------------- | --------------- | ------------ | ----------- |
| Game of Thrones - Music from the HBO Series Season 6                | 2016                  | 02-07-2016            | 92              | 1            | soundtrack  |

| Album met hitnotering(en) in de Vlaamse Ultratop 200 albums | Datum van verschijnen | Datum van binnenkomst | Hoogste positie | Aantal weken | Opmerkingen |
| ----------------------------------------------------------- | --------------------- | --------------------- | --------------- | ------------ | ----------- |
| Game of Thrones - Season 3                                  | 2013                  | 15-06-2013            | 139             | 1            | soundtrack  |
| Game of Thrones                                             | 2011                  | 07-06-2014            | 157             | 2            | soundtrack  |
| Game of Thrones - Music from the HBO Series Season 6        | 2016                  | 02-07-2016            | 59              | 2            | soundtrack  |
| Game of Thrones - Music from the HBO Series Season 7        | 2017                  | 02-09-2017            | 82              | 4            | soundtrack  |